# 比蒂
比蒂（義大利語：Bitti），是意大利撒丁大区努奥罗省的一个市镇。总面积215.88平方公里，人口3109人，人口密度14.4人/平方公里（2009年）。ISTAT代码为091009。